# 消費者に対するブロードバンドおよびデジタルテレビ促進法案
消費者に対するブロードバンドおよびデジタルテレビ促進法案（しょうひしゃにたいするブロードバンドおよびデジタルテレビそくしんほうあん）、英: The Consumer Broadband and Digital Television Promotion Act; CBDTPA）は、アメリカ合衆国で2002年に提案された法案。全ての新しいコンピューターにバイパス不可能なコピー制限システムを強制的に取り付け、古いコンピューターのインターネットへの接続を禁止するというものである。Security Systems and Standards Certification Act (SSSCA)という名前で、ディズニーに資金提供を受けている上院議員アーネスト・ホリングスが提案した。また、Consume But Don't Try Programming Act(消費してもいいがプログラミングはしてはならない)と注解された